# Radiostacja SCR-300
SCR-300 – pierwsza na świecie plecakowa radiostacja z manualnie ustawianą częstotliwością FM zaprojektowana w czasie II wojny światowej przez zespół inżynierów firmy Motorola (skonstruowana w 1940 przez polskiego inżyniera Henryka Magnuskiego). Radiostacja była powszechnie używana przez amerykańskie siły zbrojne w Europie i podczas walk na Pacyfiku z Japończykami pod popularną nazwą walkie-talkie.

## Historia
Radiostacja miała zastąpić używaną wcześniej przez amerykańską armię radiostację Motoroli o nazwie SCR-536.
W 1940 roku Motorola (wówczas Galvin Manufacturing Company) otrzymała kontrakt z amerykańskiego departamentu wojny na rozwinięcie projektu przenośnej radiostacji wojskowej opartej na modulacji częstotliwości z przeznaczeniem dla najniższych szczebli dowodzenia na polu bitwy. Projektem zajął się zespół inżynierów składający się z Daniela E. Noble’a, Henryka Magnuskiego (główny radio frequency engineer), Mariona Bonda, Lloyda Morrisa i Billa Vogela.
Prace inżynierów doprowadziły do powstania nowego plecakowego modelu radiostacji z modulacją FM o nazwie SCR-300, która miała nieduży jak na ówczesne czasy ciężar – około 16 kg i mogła być przenoszona na polu bitwy przez pojedynczego żołnierza, a przy tym posiadała stosunkowo duży zasięg nadawania i odbioru.
Ostateczne testy urządzenia odbyły się w Forcie Knox w Kentucky. Na początku 1943 roku radiostacja została wprowadzona do użycia frontowego, gdzie wśród żołnierzy otrzymała potoczną nazwę walkie-talkie. Podczas II wojny światowej wyprodukowano 50 000 egzemplarzy SCR-300 i zastosowano ją podczas kampanii włoskiej, wojny na Pacyfiku i D-Day.
Od 1947 roku projekt SCR-300 wszedł do użycia w armii brytyjskiej jako Wireless Set No. 31.